# Ferran Ferrant i Llausàs
Ferran Ferrant i Llausàs (Palma, 1810 - El Escorial, 21 d'agost de 1856) va ser un pintor, membre d'una important família d'artistes, especialitzat en el paisatge i acadèmic i professor de la Reial Acadèmia de Belles Arts de Sant Ferran de Madrid.

## Biografia
Va néixer el 1810 a Palma, on residia temporalment la seva família, fill de Lluís Ferrant i Vallès i de Gaietana Llausàs i Anguita, en el sí d'una família d'artistes que va prolongar-se fins al segle XX. Entre d'altres, cal destacar el seu germà Lluís i el seu nebot Alejandro. Va ser deixeble de la Reial Acadèmia de Belles Arts de Sant Ferran, i tot i que inicialment es va afeccionar a la música, el seu creixent amor per la pintura, va fer que el seu germà Lluís, qui sentia un gran afecte per Ferran, se l'emportés a Roma amb ell a ampliar els estudis de pintura mercès d'una pensió de l'infant Sebastià de Borbó. Allà va afermar la seva formació, dedicant-se a conrear el paisatge i estudiant amb els professors Verstappen i Voogd.
Va tornar a Espanya cap a 1843, va acreditar-se a les exposicions públiques de l'acadèmia fins a 1851, on va presentar diverses obres, i després a la l'Exposició Universal de París de 1855, on va presentar quatre paisatges, i la primera Exposició Nacional de Belles Arts de 1856. Paral·lelament, va sol·licitar ser acadèmic de mèrits de l'Acadèmia de Sant Ferran, demanant que es tinguessin en compte tots els anys que havia estat a Itàlia. El 1846 va ser nomenat mestre de pintura del rei consort Francesc d'Assís de Borbó, per a qui va pintar diversos paisatges destinats als Reials Llocs vinculats a la monarquia. Finalment, el 27 de febrer de 1848 va ingressar com a acadèmic de número de la Reial Acadèmia de Belles Arts de Sant Ferran, en classe de professor i agregat a la secció de pintura de paisatge, en substitució de Bartolomé de Montalvo. Seguint les noves normes de l'acadèmia, va llegir un discurs d'ingrés on va parlar amb erudició del paisatgisme, sent el primer d'aquest tipus de discursos en la institució. El mateix any va ser nomenat pintor de cambra, i es casa amb Natalia Boris, amb qui va tenir dos fills, Matilde i Francisco.
Val a dir també, que des de la seva tornada, també executar un gran nombre d'obres per a particulars. Per Reial Ordre de 10 d'agost de 1855, arran d'un procés d'oposició, va ser nomenat professor de dibuix de paisatge de l'Acadèmia de Belles Arts de Sant Ferran i de l'Escola Preparatòria de Camins i Mines de Madrid. Amb tot, no va exercir-los gaire temps a causa de la seva mort a El Escorial el 21 d'agost de 1856, víctima del tifus. Un dels seus paisatges es va presentar de manera pòstuma a l'Exposició Nacional de Belles Arts de 1858.

## Estil
Ferrant va ser un pintor paisatgista romàntic d'inspiració alemanya, influït pel moviment natzarenista durant el seu període a Itàlia, que li va donar certa individualitat i independència d'altres paisatgistes contemporanis. D'acord amb un crític d'art que cita Manuel Ossorio al seu diccionari, sense donar-ne el nom, Ferrant tenia bona tècnica i habilitat, però imaginava més que no pas sentia els paisatges. No reproduïa veritablement els paisatge, només en donava una visió ideal, si bé els objectes que hi plasmava si aportaven una veritat sorprenent. D'altra banda, el qualifica d'amanerat en la composició i de mancar-li sentiment d'harmonia a la seva obra, i de fer un tipus de dibuix que es considera fals i fred en colors, malgrat que de nou reconeix que Ferrant era exacte i minuciós en la reproducció d'objectes.